# Club Sportivo Dock Sud
Il Club Sportivo Dock Sud è una società calcistica argentina di Dock Sud, località all'interno del Partido di Avellaneda, nella Grande Buenos Aires.

## Storia
Lo Sportivo Dock Sud venne fondato il 1º settembre 1916, in seguito alla fusione tra l'Atlético Dock Sud e l'Isla Maciel. Nel 1917 si affiliò alla Asociación Argentina de Football, militando nelle serie inferiori (terza e seconda) fino all'approdo in Copa Campeonato nel 1922. La prima stagione del club nel torneo di massimo livello della AAF lo vide raggiungere l'ottavo posto. Nel 1923 arrivò in quarta posizione, mentre l'anno seguente migliorò ulteriormente, terminando terzo. Nel 1925 e 1926 subì un calo di rendimento, chiudendo nella seconda metà della classifica. Nel 1927, dopo la fusione tra AAF e AAm, militò in seconda divisione, giungendo al settimo posto. L'annata successiva vide il Dock Sud al quarto posto in seconda serie, Nel 1933 vinse la Primera División della AAF, torneo dilettantistico che si svolgeva in contemporanea con quello della LAF, composto da professionisti. Nel 1934 si disputò l'ultima stagione della Primera División della AAF, che lo Sportivo Dock Sud terminò al quarto posto. Nel 1935 scese in seconda serie, in cui rimase sino al 1969, anno in cui retrocesse in terza divisione.

## Palmarès

### Competizioni nazionali
- Primera División (AAF): 1

1933
- Primera B Nacional: 1

1932
- Primera B Metropolitana: 1

Apertura 1994
- Primera D Metropolitana: 2

1984, 2010-2011
- División Intermedia: 1

1921
- Primera C Metropolitana: 1

2021
- Primera D: 2

1984, 2010-2011

### Altri piazzamenti
- Campionato argentino:

Terzo posto: 1924